# The Smashing Machine
Pour plus de détails, voir Fiche technique et Distribution.
The Smashing Machine est un film américain réalisé par Benny Safdie dont la sortie est prévue pour 2025. Il s'agit d'un film biographique sur le combattant de MMA Mark Kerr et de ses addictions pendant sa carrière de sportif.

## Fiche technique
Sauf indication contraire, les informations mentionnées dans cette section peuvent être confirmées par la base de données cinématographiques IMDb,  présente dans la section « Liens externes ».
- Titre original : The Smashing Machine
- Réalisation et scénario : Benny Safdie
- Musique : Nala Sinephro
- Direction artistique : James Chinlund
- Décors : Shannon Gottlieb
- Costumes : Heidi Bivens
- Photographie : Maceo Bishop
- Production : Benny Safdie, Eli Bush, Beau Flynn, Dany Garcia, Hiram Garcia, Dwayne Johnson, David Koplan
  - Production déléguée : Tracey Landon
- Sociétés de production : A24, Flynn Picture Company, Magnetic Fields Entertainment, Out for the Count et Seven Bucks Productions
- Sociétés de distribution : A24 (États-Unis), Zinc. (France)[1]
- Budget : 40 millions de dollars
- Pays de production :  États-Unis
- Langue originale : anglais
- Genres : drame biographique, sport
- Durée : N/A
- Date de sortie :
  - États-Unis : 3 octobre 2025
  - France : 29 octobre 2025[1]

## Distribution
Sauf indication contraire, les informations mentionnées dans cette section peuvent être confirmées par la base de données cinématographiques IMDb,  présente dans la section « Liens externes ».
- Dwayne Johnson : Mark Kerr[2]
- Emily Blunt : Dawn Staples
- Lyndsey Gavin : Elizabeth Coleman
- Oleksandr Usyk : Igor Vovchanchyn
- Ryan Bader : Mark Coleman
- Bas Rutten : lui-même
- Satoshi Ishii : Enson Inoue
- James Moontasri : Akira Shoji
- Yoko Hamamura : Kazuyuki Fujita
- Stephen Quadros : lui-même
- Paul Cheng : Masaaki Satake
- Cyborg Abreu : Fábio Gurgel
- Andre Tricoteux : Paul Varelans
- Marcus Aurélio : Mestre Hulk
- Whitney Moore : Jacqueline
- Paul Lazenby : Hans Nijman
- Olga Dzyurak as Traducteur d'Igor
- Ryan Ventura : l'annonceur de la bague Pride FC
- Zoe Kosovic : McKenzie Coleman

## Production

### Genèse et développement
En décembre 2023, il est annoncé qu'un film biographique sportif sur la vie et la carrière de l'ancien lutteur et combattant d'arts martiaux mixtes Mark Kerr était en développement chez A24. Benny Safdie est confirmé à l'écriture et à la réalisation et Dwayne Johnson dans le rôle principal. Fin février 2024, Emily Blunt est en pourparlers pour rejoindre le film. En mars, lors de la 96e cérémonie des Oscars, Dwayne Johnson confirmé que l'actrice jouera Dawn Staples, l'épouse de Kerr. En mai, Lyndsey Gavin, Oleksandr Usyk et Ryan Bader ont rejoint la distribution.

### Tournage
Le tournage débute le 21 mai 2024 et devrait se terminer le 1er août 2024. Les prises de vues ont lieu à Vancouver, Los Angeles, au Nouveau-Mexique et à Tokyo.

## Sélection
- Mostra de Venise 2025 : En compétition pour le Lion d'or